# 5207 Hearnshaw
5207 Hearnshaw este un asteroid din centura principală de asteroizi.

## Descriere
5207 Hearnshaw este un asteroid din centura principală de asteroizi. A fost descoperit pe 15 aprilie 1988 la Lac Tekapo de Alan C. Gilmore și Pamela M. Kilmartin. Asteroidul prezintă o orbită caracterizată de o semiaxă mare de 2,55 ua, o excentricitate de 0,19 și o înclinație de 12,8° în raport cu ecliptica.